# 國際法律經濟學評論
國際法經濟學評論（International Review of Law and Economics）是一本涵蓋法律及經濟學交叉學科的法律經濟學學術期刊，由律商联讯於1981年創辦，目前由愛思唯爾出版。總編輯是伊曼紐拉·卡博納拉(Emanuela Carbonara；博洛尼亞大學）、張永健（中央研究院）、努諾·加魯帕（Nuno Garoupa；得克薩斯農工大學及卡托利卡全球法學院(Católica Global Law School)）、埃里克·海蘭德（克萊蒙特·麥肯納學院）以及喬納森·克里克（賓夕法尼亞大學）。根據《期刊引證報告》，該期刊在2019年的影響因子為⟨0.806⟩；引證評量為⟨1.1⟩。
在2021年，美國哈佛大學法學院教授約翰·馬克·拉姆塞耶 （页面存档备份，存于）預定2021年3月在本評論發表一篇論文「太平洋戰爭中的性契約(Contracting for Sex in the Pacific War)」，評論的同行評審過程受到質疑。在該篇文章中，作者從不存在的合同中提出了反對意見，聲稱日本帝國時代被迫淪為性奴隸的慰安婦是出於自願賣淫。

## 拉姆塞耶爭議
經濟學家與諾貝爾獎獲得者阿爾文·羅思及保羅·米爾格龍對拉姆西耶在博弈論的應用持懷疑的態度，並在聯合聲明中寫道：該文章"提醒(他們)否認大屠殺"。

## 延伸閱讀
- 張永健 （页面存档备份，存于） (中研院法律學研究所研究員), "法律經濟分析--方法論與物權法應用", 元照出版公司, 台北,2021-01. ISBN 978-957-511-444-2 （中文）

## 參閲
- 引證評量(CiteScore/引證評分；引證得分)
- 哈佛克里姆森報(The Harvard Crimson/哈佛學生報/哈佛緋紅報)

## 外部連結
- 官方网站
- 哈佛教授称"慰安妇是自愿卖淫"，韩外交部这回应…